# 울리히 하우프트

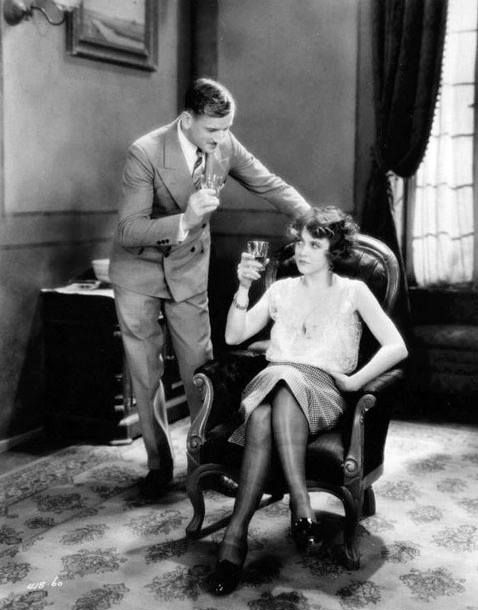
1929년에 개봉한 영화 마담 X에서의 하우프트(왼쪽)

울리히 하우프트(독일어: Ullrich Haupt, 1887년 8월 8일~1931년 8월 5일)는 독일의 배우이다.

## 작품 목록

### 영화
- 소비버 탈출 (1987년)
- 표적 (1985년)
- 살롱 키티 (1976년)
- 비에니즈 나이츠 (1930년)
- 로그 송 (1930년)
- 원더 오브 위민 (1929년)
- 마담 X (1929년)